# Вейсбрём, Павел Карлович
Павел Карлович Вейсбрём (1899, Ростов-на-Дону, — 5 августа 1963, Ленинград) — российский и советский театральный режиссёр.

## Биография
Павел Вейсбрём родился в Ростове-на-Дону; учился в Ростовской гимназии им. Н. П. Степанова. Во время учёбы создал ученический кружок «Зелёное кольцо», где обсуждались литературные вопросы.
Творческую деятельность начал в 1917 году: создал в Ростове театр «Театральная мастерская». Перед уходом из Ростова-на-Дону белых в 1919 году Вейсбрём с родителями, весьма состоятельными людьми, покинул Россию и уехал в Париж.
В ноябре 1921 года Павел Вейсбрём-Куклимати поставил в «Передвижном Театре на Столах» в Париже синкретическую драму-буфф «Театр ужасов», главную мимическую роль в которой сыграл Валентин Парнах.
В 1925 году вернулся на родину, но уже в Ленинград. Семья осталась в Париже.
В 1925—1928 и 1937—1939 годах работал в Ленинградском Большом драматическом театре, в 1928—1931 годах — в филиале БДТ. В 1939—1941 годах был режиссёром Ленинградского ТЮЗа; в 1941—1945 годах — режиссёр БДТ, в 1945 году вернулся в ТЮЗ, где работал до 1948 года.
В 1948—1958 годах — режиссёр, главный режиссер ленинградского Нового театра (с 1953 года — Театр им. Ленсовета); в 1958 году вновь вернулся в Ленинградский ТЮЗ
Был женат на актрисе БДТ Марии Призван-Соколовой.
Похоронен на Богословском кладбище.

## Постановки
«Театральная мастерская», Ростов-на-Дону
- 1918 — «Незнакомка» А. Блока
- 1918 — «Пир во время чумы» А. С. Пушкина
- 1919 — «Смерть Тентажиля» М. Метерлинка
- 1919 — «Семь принцесс» М. Метерлинка

Большой драматический театр
- 1924 — «Корона и плащ» Н. Никитина
- 1926 — «Настанет день» Р. Роллана
- 1927 — «Сэр Джон Фальстаф» по трагедии У. Шекспира «Король Генрих IV» (совместно с И. М. Кроллем)
- 1930 — «Святой» Н. Никитина — БДТ
- 1930 — «Баня» В. Маяковского (в ролях: Победоносиков — С. М. Балашов, Ундертон - М. А. Модестова)
- 1938 — «Кот в сапогах» по Ш. Перро
- 1939 — «Волк» Л. Леонова (совместно с Б. А. Бабочкиным)
- 1941 — «В гостях у Кащея» В. Каверина
- 1941 — «Фельдмаршал Кутузов» B. Соловьёва
- 1941 — «Полководец Суворов» И. В. Бахтерева и А. В. Разумовского
- 1942 — «Хозяйка гостиницы» К. Гольдони
- 1942 — «Дом на холме» B. Каверина
- 1943 — «Давным-давно» А. Гладкова
- 1948 — «Давным-давно» А. Гладкова (новая постановка)

Ленинградский ТЮЗ
- 1938 — «Кот в сапогах» по Ш. Перро
- 1940 — «Тартюф» Ж. Б. Мольера
- 1941 — «В гостях у Кащея» В. Каверина
- 1946 — «Ворон» К. Гоцци[5]
- 1947 — "Девочка ищет отца" Е. Рысса
- 1948 — «Ромео и Джульетта» У. Шекспира (Ромео — Владимир Сошальский, Джульетта — Нина Мамаева)
- 1954 — "Два клёна" Е. Шварца
- 1960 — «Золотой ключик» А. Н. Толстого
- 1962 — "Сказки Пушкина"

Театр им. Ленсовета
- 1957 — «Чертова мельница» Я. Дрды и И. Штока